# Frits Butzelaar

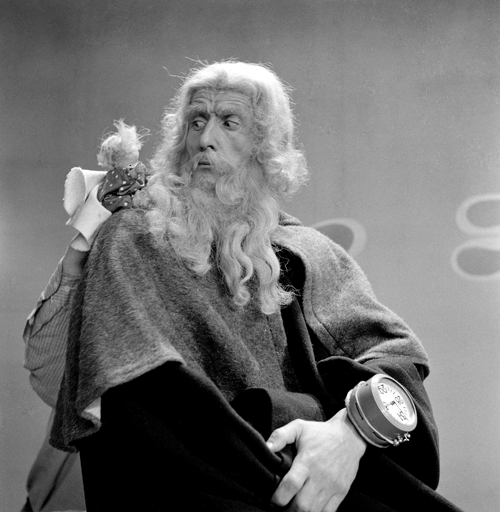
Frits Butzelaar als Vader Tijd in Het oude jaar dat blijven wilde (1959)

Frits Butzelaar (Utrecht, 13 maart 1920 – Hilversum, 11 april 2000) was een Nederlands acteur en televisieregisseur.
Butzelaar volgde een opleiding tot beeldend kunstenaar, maar koos na 1945 toch voor het acteurschap. Daarnaast was hij jarenlang een verdienstelijk atleet. Hij beheerste verschillende atletiekdisciplines, waaronder het hordelopen, verspringen en polsstokhoogspringen, waarvoor hij in de nationale ploeg uitkwam. Op eerstgenoemd onderdeel veroverde hij enkele Nederlandse titels, maar de Tweede Wereldoorlog stond een verdere ontwikkeling als atleet in de weg. Hij kwam uit voor de Utrechtse atletiekvereniging Hellas.
Vanaf 1948 speelde hij rollen bij het Rotterdams Toneel, de Rotterdamse Comedie en Het Vrije Toneel. Zijn televisiedebuut maakte hij in 1952 bij de VARA in De klucht van de koe.
Butzelaar was jarenlang docent bij het opleidingsinstuut van de NOS, tevens was hij als regisseur werkzaam. Ook was hij verantwoordelijk producent van het kinderprogramma Het Klokhuis.

## Nederlandse atletiekkampioenschappen
| Rang | Onderdeel    | Jaar |
| ---- | ------------ | ---- |
| Goud | 200 m horden | 1940 |
| Goud | 400 m horden | 1940 |

## Persoonlijke atletiekrecords
| Onderdeel            | Prestatie | Jaar |
| -------------------- | --------- | ---- |
| 400 m                | 49,3 s    | 1939 |
| 110 m horden         | 16,0 s    | 1939 |
| 200 m horden         | 25,6 s    | 1940 |
| 400 m horden         | 55,9 s    | 1940 |
| verspringen          | 6,99 m    | 1939 |
| polsstokhoogspringen | 3,75 m    | 1947 |

## Filmografie (selectie)

### Acteur
- De klucht van de koe, (1952)
- Morgen gebeurt het, televisieserie (1957) als Apeiron
- Dorp aan de rivier (1958)
- Pipo de clown, televisieserie (1958) als Ridder Bamberain
- Bloemen voor de president, (1963) als William Faraday
- De Fuik, (1963) als Oreste Pinto
- Maigret (1964), als Fred Alfonsi
- Onder één dak (1967) als notaris
- M.S. de Weereld, (1986) als stuurman Hoornik
- Testament, (1991) als veteraan
- Bruin Goud, (1995) als Olde Geert
- Advocaat van de Hanen, (1996) als oude man
- Voor hete vuren, (1996) als Toon de Wit

### Regisseur
- Het onstuimige hart, (1955)
- Arcenicum en Oude kant, (1956)
- George en Magaret, (1957)
- Welterusten, (1958)
- Ik zie, ik zie wat jij niet ziet (spotgeesten), (1959)
- Romeo en Julia in Berlijn, (1960)
- Al te bont!, (1962)
- Geld te geef (1963)
- Ja zuster, nee zuster, (1966)
- Pommetje Horlepiep, (1976-1979)

## Hoorspelacteur
- Achter de muur, (1967) als Talbot Baynes
- Adam wie zijt gij? (deel 1), (1963)
- Exodus, (1960) als Kamal, moekthar van Abu Jesna & professor Liebermann
- Het huis voor de stad, (1956) als de gevangene
- Julia en het balkon, (1997) als vader
- De laatste dag van Lissabon, (1963) als vreemdeling
- Miquel de Cervantes (reeks: Grote Voorgangers 12), (1965) als Don Quichotte
- Moord in de kathedraal, (1965) als derde verleider & derde ridder
- Op weg naar het conclaaf, (1963) als dominee
- Pluche en beton, (1965) als Eugen
- Rafaël, (1966) als Roaz
- Simba's sterven niet, (1960) als Bernard Staal, overste van een missie
- Van huis uit een ongelukje (reeks: Medicijn voor de geest), (1964) als hij
- Vrede op aarde, (1966) als de man
- De vrienden van onze vrienden, (1966) als Anton Beriossev
- Het witte ezeltje, (1965)